# Skrytek (roślina)
Skrytek (Aphanes L.) – rodzaj roślin z rodziny różowatych. W tradycyjnym ujęciu obejmuje 20 gatunków z Afryki, Europy, Azji i Ameryki Północnej. Z badań molekularnych nad filogenezą wynika, że rośliny te powinny być włączane do rodzaju przywrotnik (Alchemilla). W polskiej florze wyróżnia się dwa gatunki z tego rodzaju (oba to zadomowione antropofity): skrytek polny (A. arvensis) i drobnoowockowy (A. inexspectata = A. microcarpa).

## Systematyka
Według niektórych ujęć taksonomicznych jest to synonim rodzaju Alchemilla.
Pozycja rodzaju w systemie Reveala (1993-1999)
Gromada okrytonasienne (Magnoliophyta Cronquist), podgromada Magnoliophytina Frohne & U. Jensen ex Reveal, klasa Rosopsida Batsch, podklasa różowe (Rosidae Takht.), nadrząd Rosanae Takht., rząd różowce (Rosales Perleb), podrząd Rosineae Erchb., rodzina różowate (Rosaceae Juss.), podrodzina Aphaneoideae Raf., rodzaj skrytek (Aphanes L.).
Wykaz gatunków
- Aphanes arvensis  L. – skrytek polny
- Aphanes australis  Rydb.
- Aphanes cornucopioides  Lag.
- Aphanes cotopaxiensis  Romoleroux & Frost-Olsen
- Aphanes floribunda  (Murb.) Rothm.
- Aphanes lusitanica  Frost-Olsen
- Aphanes maroccana  Hyl. & Rothm.
- Aphanes microcarpa  (Boiss. & Reut.) Rothm. – skrytek drobnoowockowy
- Aphanes minutiflora  (Azn.) Holub
- Aphanes parodii  (I.M.Johnst.) Rothm.
- Aphanes pusilla  (Pomel) Batt.